# Iglesia de Santa María Antigua
Santa María Antigua (en italiano, chiesa di Santa Maria Antiqua al Foro Romano) es una iglesia católica, con advocación mariana, construida en el siglo V en pleno Foro Romano, y durante mucho tiempo el acceso monumental a los palacios imperiales del Palatino. Es el monumento cristiano más antiguo del Foro. Contiene una colección única de pinturas murales, fechadas entre el siglo VI y finales del siglo VIII. El descubrimiento de estas pinturas ha permitido conocer las primeras etapas del arte medieval. Además, la iglesia posee la más antigua representación de la Virgen María como Reina de los Cielos, fechada hacia el siglo VI.

## Ubicación
Se encuentra a los pies del Monte Palatino, en su ladera noroeste. Forma parte de la zona arqueológica Foro Romano e Palatino y requiere comprar una entrada para acceder. Se encuentra en una serie de construcciones en una zona que en su tiempo se consideraba sede del templo de Augusto y que los estudios, más recientemente, atribuyen a la época de Domiciano, como entrada a los palacios imperiales sobre el Palatino y el Foro que quedaba debajo, donde probablemente se encontraba la guardia pretoriana.

## Historia
Cuando en el año 552 los bizantinos se apoderaron de Roma probablemente restablecieron, además de muros y acueductos, también los antiguos palacios imperiales y usaron un aula rectangular y el pórtico frontal para fundar una especie de «capilla palatina» dedicada a la Virgen María.
Con anterioridad, las iglesias en el interior de los muros tenían como título los nombres de los antiguos poseedores de las casas en las que se fundaba la iglesia, mientras que las nuevas iglesias surgían fuera de los muros como lugares de culto sobre las tumbas de los mártires. La construcción de una iglesia en aquel lugar «exorcizaba» también los fantasmas del paganismo: de hecho una leyenda narraba que en aquel lugar en el que luego el papa Silvestre I había matado a un «dragón», alusión al culto de Vesta, representada con un dragón en el antiguo templo que le estaba dedicado.
La iglesia se construyó a principios del siglo V adaptando un edificio de la Roma imperial que data del reinado de Domiciano (siglo I). Santa María Antigua se convirtió así en el primer monumento cristiano del Foro Romano. La iglesia, continuamente restaurada y embellecida por los papas Martín I, Juan VII, Zacarías, Paulo I y Adriano I, vio cómo sus paredes fueron decoradas con una serie de coloridos frescos representando a la Virgen María y el Niño Jesús, además de santos, Papas y mártires cristianos, en una época en que la iconoclasia fructificaba en el Imperio bizantino y miles de frescos e iconos eran destruidos en Oriente. A principios del siglo VIII, el Papa Juan VII utilizó esta iglesia como la sede del obispo de Roma, realizando la decoración que actualmente sobrevive en esta.

Plano actual de Santa María Antigua:
(1) Nave central
(2) Presbiterio
(3) Ábside
(4) Capilla de Teodoto
(5) Capilla de los Médicos
(6) Rampa al Monte Palatino
(7) Templo de Augusto
(8) Oratorio de los cuarenta mártires
(9) Atrio

En el año 847, un fuerte terremoto destruyó parcialmente la iglesia, al provocar el derrumbe de parte de los palacios imperiales sobre ella. Por esta razón, el Papa León IV mandó construir la iglesia de Santa María Nova (actual Basílica de Santa Francesca Romana) en las inmediaciones del mismo Foro, utilizando parte de las ruinas del Templo de Venus y Roma, y donde se encontraba una capilla que conmemoraba la caída de Simón el Mago. Santa María Antigua sufriría más daños durante el saqueo normando del año 1084.
Sobre las ruinas se construyó en el siglo XIII una pequeña iglesia, reedificada en 1617 por Longhi con el título de Santa María Liberatrice (Sancta Maria libera nos a poenis inferni). Excavaciones fortuitas en el siglo XVIII, y más intencionales a finales del XIX, sacaron a la luz los frescos cuando en el año 1900, se demolió el edificio de Longhi, que no tenía particular mérito artístico, para recuperar los restos de la antigua iglesia medieval. El nombre, el título de Santa Maria Liberatrice y las imágenes fueron transferidas en el año 1909 a la iglesia de Maria Liberatrice a Monte Testaccio. Su redescubrimiento, no solo dio visiones nuevas sobre el temprano arte medieval, sino también se convirtió en un elemento clave para entender el desarrollo cultural y urbanístico del Foro Romano en los primeros años de la era cristiana.

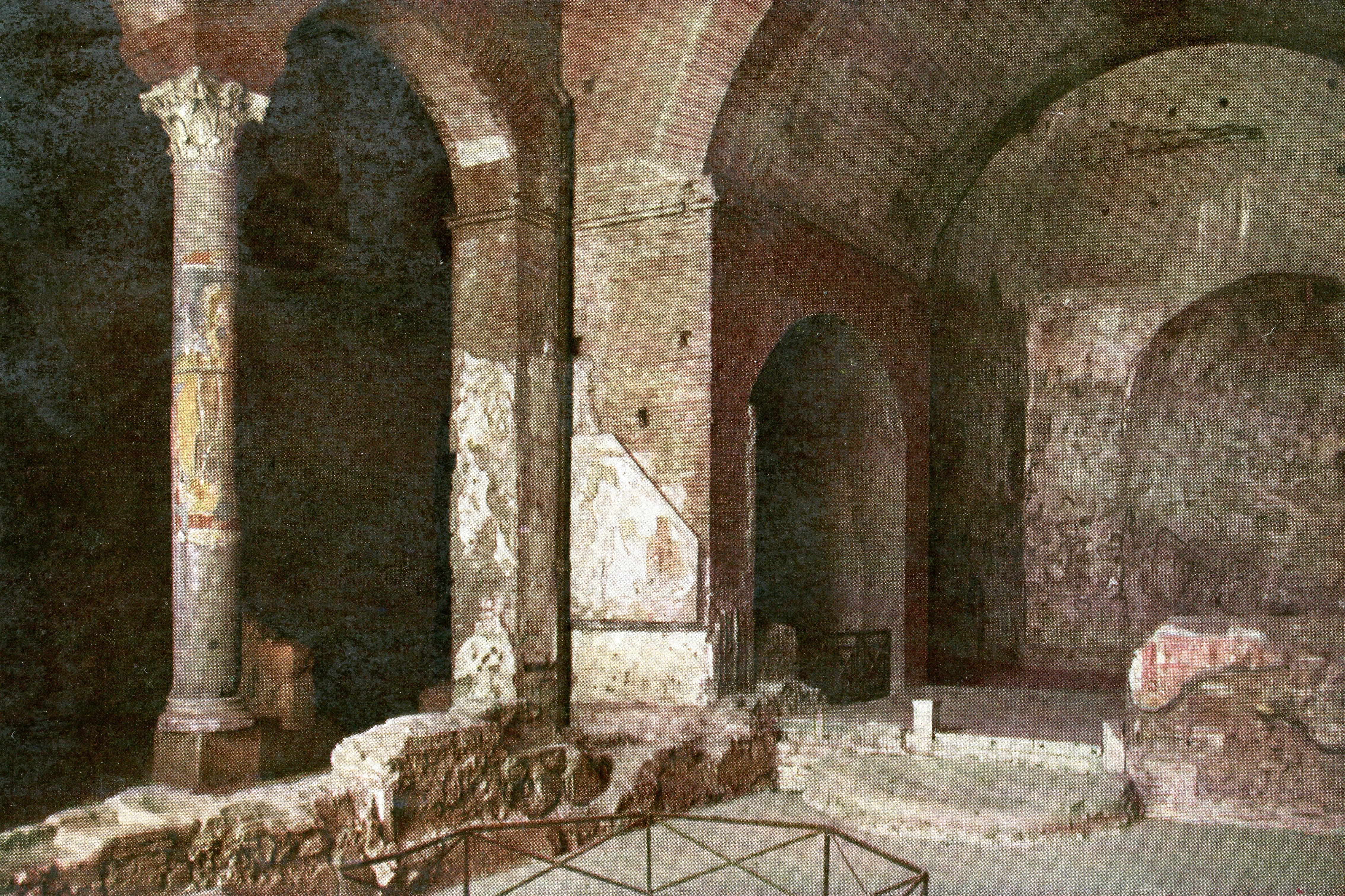
Interior de Santa María Antigua.
Fotografía realizada poco después de su descubrimiento (1914-1924).

Entre 1980 y 2016, el monumento fue cerrado al público en general, limitándose la entrada solamente a estudiosos con permisos especiales. La iglesia se encuentra en la lista de edificios en peligro del Fondo Mundial para los Monumentos desde 2004. Después de realizarse un programa de restauración entre la Superintendencia italiana para el Patrimonio Histórico y la World Monuments Fund, la iglesia fue reabierta al público para visitas en marzo de 2016, con la exposición «Santa María Antigua. Entre Roma y Bizancio».

## Arquitectura
El edificio romano tenía una forma basilical: aula rectangular dividida en tres naves. En el espesor del muro posterior se creó un pequeño ábside, y a los lados del presbiterio hay dos pequeñas capillas. En el patio cuadrado que salía del vestíbulo se encontraron los restos de un impluvium datado en la época de Calígula y a lo largo de las paredes hornacinas, quizá para estatuas de emperadores, y trazas de frescas de la época del papa Adriano I. A la izquierda de la iglesia sale una rampa para subir al Palatino.

## Frescos bizantinos
Estos frescos revisten particular importancia porque se puede admirar la primera representación conocida de la Virgen entronizada. Es además un documento fundamental para conocer la pintura bizantina, porque tras la crisis iconoclasta del año 726, en Oriente no sobrevivió prácticamente nada de aquel período.
En las gruesas paredes de Santa María Antigua se encuentran numerosos frescos de diferentes estilos artísticos, realizados entre los siglos V y IX. Entre los papas que encargaron las pinturas destacan Martín I (649-653), Juan VII (705-707), Zacarías (741-752) y Paulo I (757-767).
Se conservan unos 250 m² de frescos de alrededor de los mil originales, pintados entre la mitad del siglo VI y el IX. La erosión y destrucción parcial de los frescos impide un registro exacto de los estilos, siendo así una cronología aproximada, no exacta. Para ello, los historiadores contemporáneos se basan en iglesias de la época, buscando similitudes estilísticas, lo que se hace más difícil en el caso de Santa María Antigua, ya que ninguna otra iglesia de la antigüedad tardía posee tal colección de tan diversos estilos artísticos. Su datación se determina con razonable precisión, basándose en referencias de los cartuchos y sobre la presencia de personajes retratados con la aureola cuadrada azul, que se utilizaba para personas vivas, mientras que el nimbo amarillo y oro estaba reservado a los santos y los mártires.
Sin duda, los diversos estilos de Santa María Antigua están marcados por el gobierno de turno que tuvo la ciudad de Roma durante su utilización: desde la caída del Imperio Romano de Occidente por los godos en el siglo V a la llegada del Imperio bizantino, y la posterior influencia lombarda desde finales del siglo V a mediados del VIII son clave para entender la historia pictórica de la iglesia. A lo anterior, se suma la presencia de artistas de la comunidad griega, de gran raigambre en la ciudad; y la de la sede de la administración bizantina en el Monte Palatino, junto a la iglesia. Estos diversos cambios de influencia son atestiguados por los restos de inscripciones de los Papas Martín I (en griego), Juan VII (en griego y latín) y Paulo I (en latín).
El estilo helenístico es notable por la presencia de blancos brillantes y el sombreado del pelo y túnicas de las figuras, colocadas en posturas en movimiento. Es interesante notar que, aunque muchos de los frescos son helenísticos, carecen de fondos de este estilo, donde son clásicas las villas y columnas. En cambios, los fondos son más objetivos y neutrales. Ejemplos tempranos muestran las pupilas de las figuras ennegrecidas y mirando de frente, con los detalles en los contornos de la cara: primero, la figura era realizada a partir de puntos, luego era coloreada, y finalmente se le colocaban los detalles más finos. El helenismo se empezó a manifestar durante el tiempo en el que se pintó el «ángel pompeyano», y eclipsó los estilos más paganos, alrededor del año 650. Los frescos de la época de Martín I, Juan VII y Paulo I proporcionan un claro ejemplo de las tendencias estilísticas a través de decoraciones supervivientes, que muestran la capacidad de los artistas para incorporar diferentes técnicas y estilos. Generaciones de artistas se dedicaron a Santa María Antigua, continuando o interrumpiendo las tendencias pictóricas previas.

### Muro palimpsesto

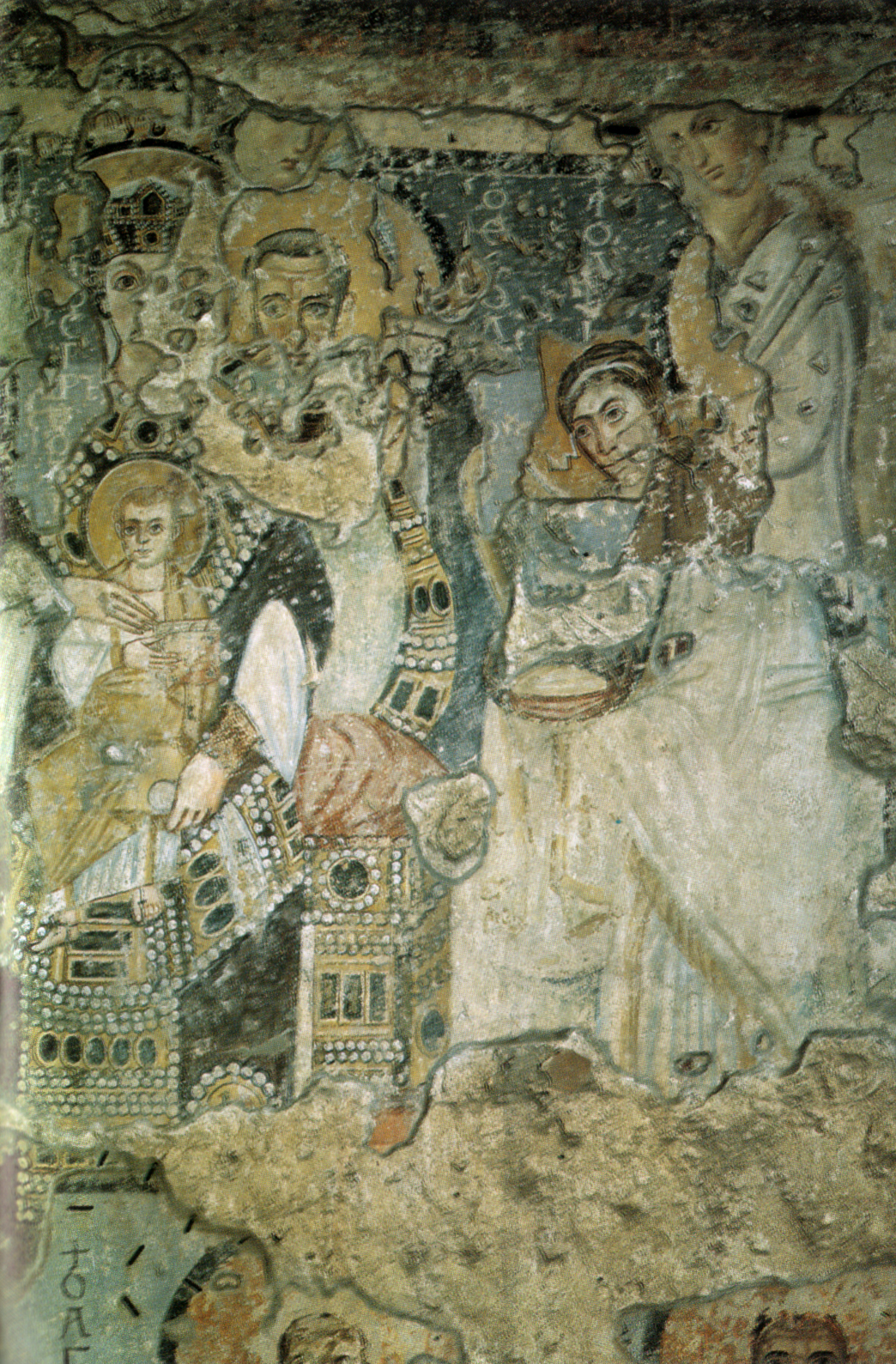
Detalle: Ángel de la Anunciación (sobre el «muro palimpsesto», 565-578).

Destaca el llamado «muro palimpsesto» del presbiterio (núm. 2 en el plano actual vid. supra), con la estratigrafía más rica de toda la iglesia. Allí se encuentran varias capas de decoración cada una de una época y con un estilo diferente. A veces se señalan cuatro capas y otras se llega a siete, como se describe en ArcheoRoma. Cada una de estas capas tendría su estilo, fecha e influencias.
Las primeras dos capas corresponden a antiguos mosaicos paganos de entre los siglos IV y VI, que fueron rápidamente reemplazados por los primeros frescos de Santa María Antigua; sobreviviendo apenas el 2% de ellos en la actualidad, debido a los frescos que se pintaron encima. El primer estrato en contacto con la pared de ladrillo, presenta restos del mortero de agarre para el opus sectile. Esta decoración sería, probablemente, de la época tardo-antigua (siglos IV-V) y no es el único lugar de la iglesia donde aparece. La segunda capa es un yeso pintado con un borde en dos colores, probablemente de tiempos precristianos. Se conservan unos pocos restos, y parece que sólo se encuentra en esta zona.
La tercera capa, fechada entre los años 500 y 550, contiene restos de la Reina de los Cielos, la más temprana asociación de la Virgen María con esa advocación, y el «ángel pompeyano» o «Ángel Bello». En esta capa, los arqueólogos fijan el cambio de giro desde estilos lineales tradicionales romanos hacia otros de corte más helenístico y bizantino. Aquí es donde algunos como ArcheoRoma diferencian dos capas distintas, que serían la tercera y la cuarta. El fragmento con María entronizada sería la tercera y el Ángel Bello la cuarta. La Virgen María está representada sentada en un trono y vestida como si fuera una emperatriz bizantina, tiene al niño en sus rodillas y al lado derecho, según se mira, hay un ángel. La pintura, en estilo severo, tardo-antiguo, data del siglo VI y se ejecutaría antes de la apertura del ábside. Esto lo indica el hecho que el recuadro debió en el pasado extenderse hacia la izquierda, con María en el centro de una composición simétrica, flanqueada por dos ángeles. Es el único fragmento que queda de esta fase pictórica en la iglesia.
Hay dos fragmentos con la cara de la Virgen y la del llamado Ángel Bello que constituyen una anunciación y pertenecerían, o bien a la misma capa tercera anterior, o bien una cuarta capa independiente. La datación de esta pintura varía, pues hay quien considera que sería de 565-578 y quienes entienden que es más tardía, de la primera mitad del siglo VII. Se caracteriza por un fuerte estilo impresionista, ligado a la tradición helenística. Se especula que algunos pequeños fragmentos de yeso pintado, muy dañado e ilegible, que hay en la pared izquierda, y el yeso blanco con restos de pintura (quinta capa) pertenecían a la misma fase pictórica.
Las capas cuarta y quinta (o quinta y sexta, si se entiende que María entronizada y el Ángel Bello pertenecen a períodos distintos) datarían de la época entre el año 570, aproximadamente, y el 655. En estas fases se profundiza en el cambio ya notado con María y el Ángel, de manera que quedaría reafirmada la influencia bizantina en Roma.
La capa cuarta (o quinta) estaría formado por el yeso blanco con pequeñas trazas de color que se encuentran cerca del borde del ábside, en la cual se conservan amplias zonas. En la cúpula del ábside, la misma capa contiene restos de pintura, siempre fragmentaria, pero más importante (dos figuras con nimbos amarillos rodeadas de rojo y el fragmento de una aureola roja), que documentan una composición pictórica elaborada para esta capa.
La capa quinta (o sexta) sería aquella en la que se encuentran dos los Padres de la Iglesia, posiblemente los santos Basilio y Juan. Se pintó durante el pontificado de Martín I (649-653). Posiblemente recubriera toda la zona del ábside y las paredes laterales del presbiterio. La datación la facilita la referencia al Concilio de Letrán (649).
La sexta (o séptima) capa se correspondería a las reparaciones y decoraciones realizados durante el pontificado de Juan VII (705-707), y que son las que sobreviven actualmente. Se trata de fragmentos de la última fase pictórica sobre la pared del fondo. Se conserva un pequeño fragmento con la cabeza de un padre de la iglesia, posiblemente Gregorio Nacianceno, junto a los fragmentos de las capas 3 y 4. En la parte alta de las dos paredes laterales del ábside y en la gran luneta que queda por encima se encuentra una sola capa de pintura. Parece que todos los estratos precedentes se eliminaron antes de la ejecución. El ciclo de Juan VII permanece la última decoración de la pared del ábside y de las paredes laterales del presbiterio. Sólo el ábside mismo fue repintado por una última vez en los tiempos de Paulo I (757-767).

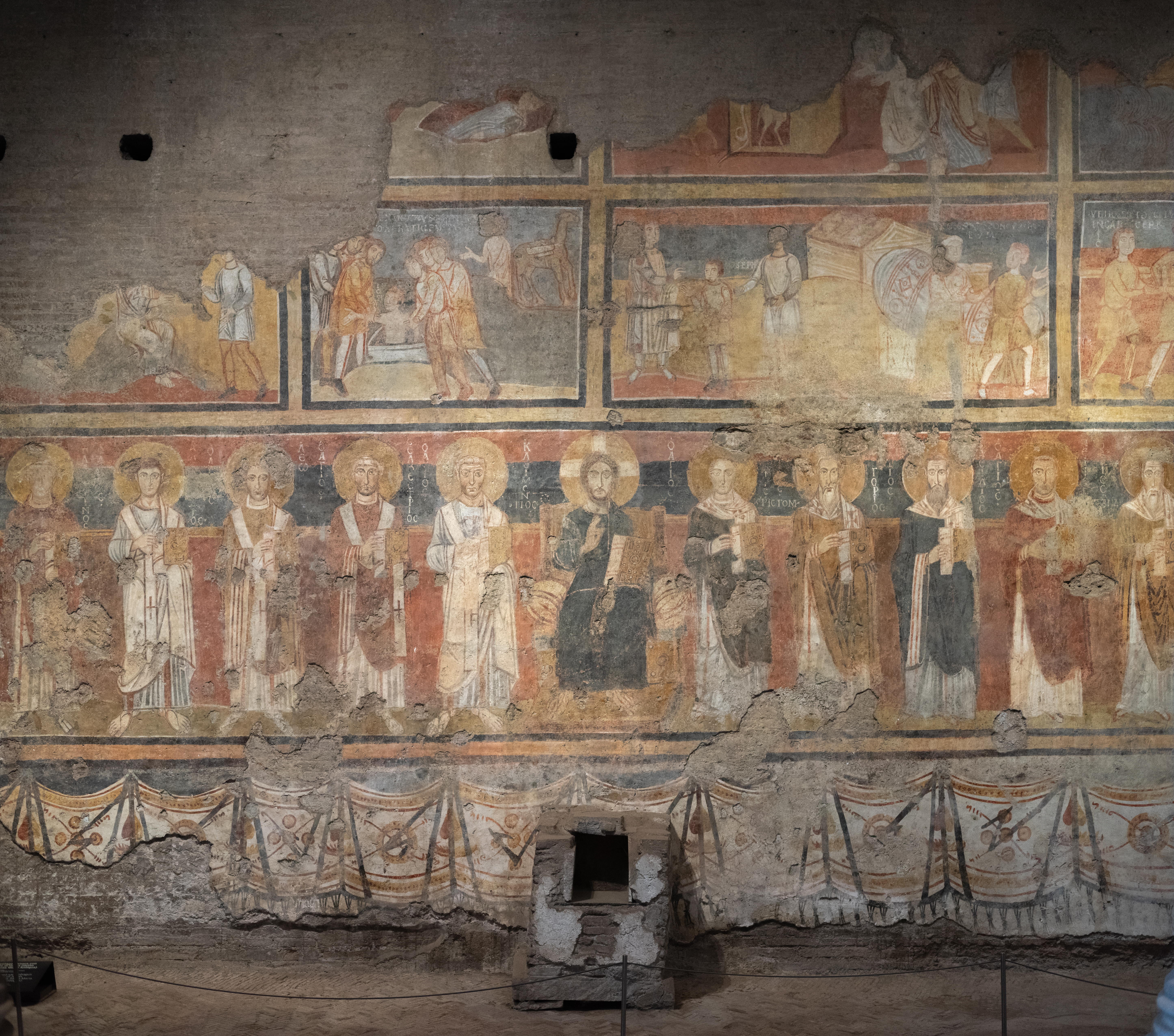
Fresco de Cristo entronizado.

### Frescos de Martín I
Aunque bien conservados, son pocos los frescos que sobreviven del pontificado de Martín I. Son de estilo helenístico, y habían eclipsado totalmente el tradicional estilo romano que se utilizaba en aquella época, después de la entrada de los bizantinos. El estilo romano era muchos menos detallado: no tiene líneas de contorno ni sombreado, y los fondos son muy tenues.
Las primeras decoraciones se realizaron en el año 649 y representan a los Padres de la Iglesia, con una pierna levantada en señal de estar caminando, mientras sus ropas están acentuadas con detalles, para resaltar el efecto. Este fresco presenta una mayor fluidez que las pinturas posteriores en los ropajes, ya que se arremolinan, al contrario que los rostros, que resultan muy rígidos en comparación. Su fecha de elaboración es el 649, mismo año en que el Concilio de Letrán condena el monotelismo. Debido a ello, Martín I será desterrado y muerto en el exilio. Posteriormente, Juan VII reivindicó su imagen, pintándolo en el presbiterio.

### Decoración de Juan VII

#### Estilo
La mayoría de las decoraciones que sobreviven en la actualidad, fueron encargadas por el Papa Juan VII. Se encuentran en la iglesia, la Capilla de los Médicos (o de los Santos Médicos) y el oratorio de los cuarenta mártires. Los ambiciones proyectos de Juan son la causa principal de la eliminación y destrucción de frescos más antiguos: para pintar, los artistas debían volver colocar sus andamios a 9,3 metros sobre el nivel del suelo, sujetados por agujeros colocados a intervalos regulares en las paredes; después, enyesaban sobre los frescos más antiguos e inmediatamente comenzaban a pintar sobre el yeso fresco (intonaco), para hacer que la pintura se filtrara en este y generara un efecto de profundidad. Luego bajaban los andamios a una altura de 7,98 metros, y repetían el proceso, en espacios muchas veces muy estrechos. Para representar mayor detalle, Santa María Antigua fue pintada de arriba abajo y no de lado a lado o de una sola vez. Los diseños lograban ocultar las líneas y grietas generadas por el yeso.

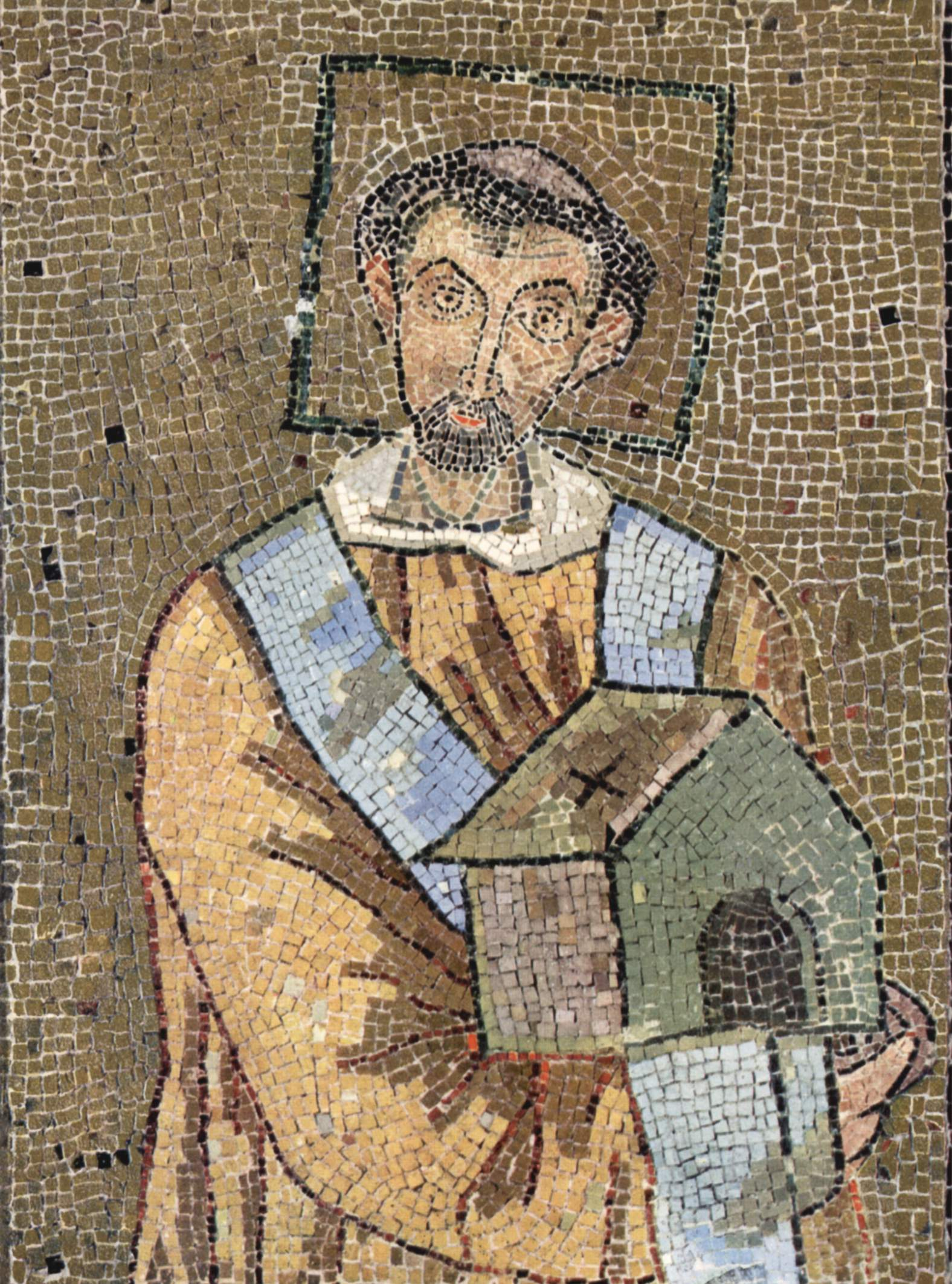
Juan VII.
Mosaico h. 705-707, Pinacoteca Vaticana.

El estilo utilizado con Juan VII es claramente helenístico fusionado con estilos lineales romanos anteriores, mostrando a las figuras tensas, a pesar de estar con túnicas arremolinadas, contornos en sus rostros y expresiones animadas que los individualizan: los artistas los plasman en una conversación donde mueven las manos y la cabeza, pero con sus espaldas planas en el fondo y sin rotarse hacia la conversación. Ejemplo de este detalle es la figura de San Hermolaos de Macedonia en la Capilla de los Médicos, donde se le representa con pómulos altos, fuertemente contorneado, ojos asimétricos, arqueando las cejas con un resaltado pelo largo y oscuro y una barba que fluye.
No hay paralelismos contemporáneos conocidos con Santa María Antigua en el uso de escalas de blanco, muy común aquí. Los artistas de Juan VII fueron influenciados por los bizantinos, que combinan la transparencia del helenismo con colores más densos, en capas.

#### Adoración de la Cruz
La figura más controvertida del complejo pictórico de Juan VII es la Adoración de la Cruz, situada en el arco del triunfo. De aproximadamente 2,5 metros de alto y de una paupérrima conservación, solo sobreviven la cabeza, abdomen y brazo izquierdo de Cristo, sumado a los ángeles, la cabeza del apóstol Juan con su aureola y seguidores vestidos con túnicas diferentes al pie de un acantilado, que se cree que es el Gólgota. La imagen de Cristo no se asemeja a ninguna de la época: tiene pelo corto rizado, vello facial tenue y vestido con un taparrabos, mientras que la mayoría de aquel tiempo lo representan con pelo y barba larga y con un colobium, una túnica interior. Se cree que el origen de esta nueva interpretación de la crucifixión procede de la moda bizantina, igual a la que figura en las monedas acuñadas en Italia por Justiniano II, y realizado justamente después de que este reafirmó su dominio en la península en 705. Como en las monedas, los ojos de Cristo aparecen bien abiertos y mirando al frente, en vez de estar cerrados o parcialmente abatidos. La existencia del taparrabos fue establecida a partir de un examen minucioso del fresco, que reveló, en gran medida, contornos de los músculos abdominales que no habrían sido consistentes con la existencia de un colobium.

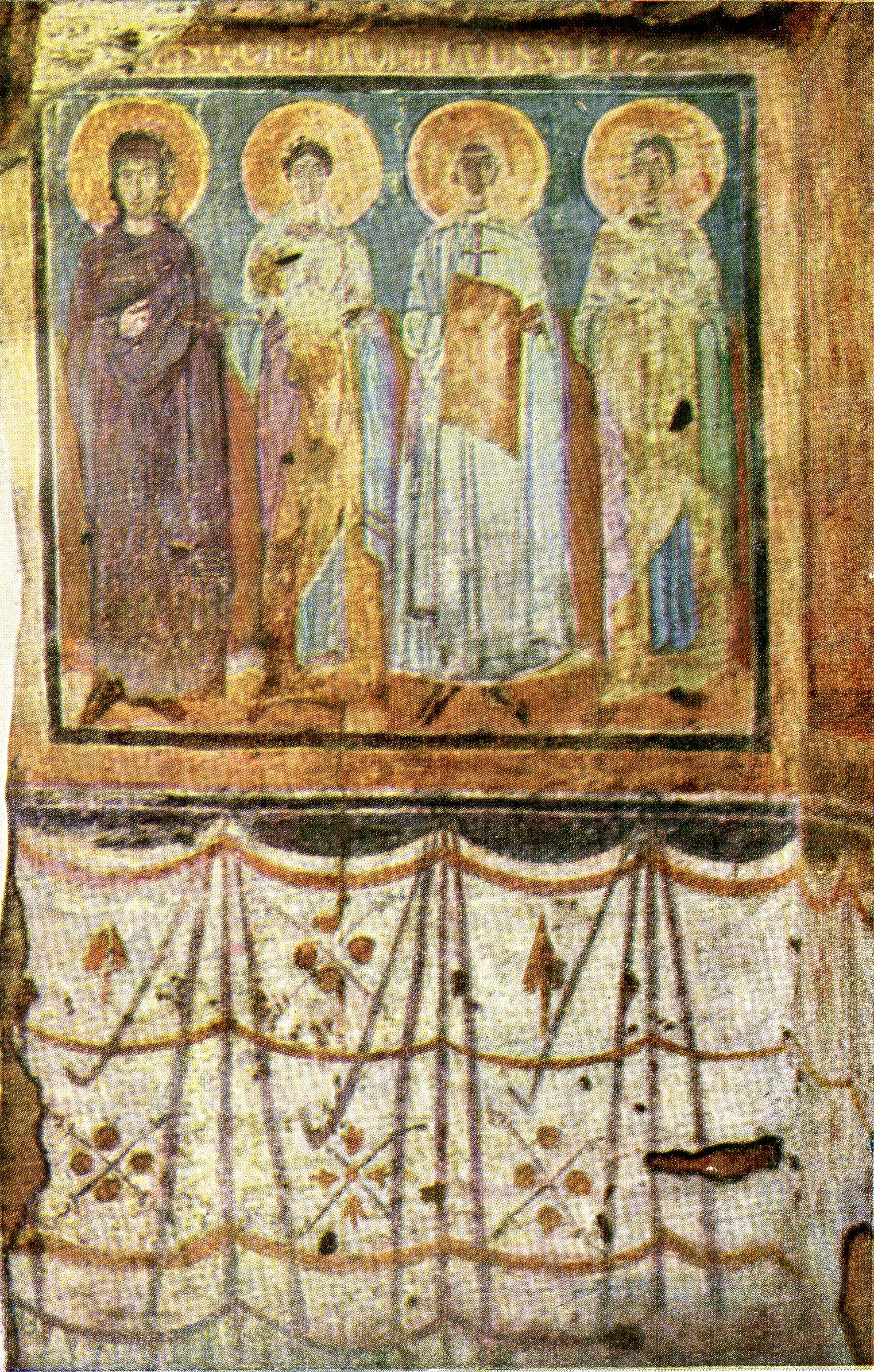
Fresco de mártires.

A partir de este fresco, se sugiere que la comunidad de artistas bizantinos que vivían en el monte Palatino fue la influencia más fuerte para ejecutar la pintura de la Adoración de la Cruz.

#### Capilla de los Médicos
La Capilla de los Médicos, o de los Santos Médicos, es otra de las obras de Juan VII que sobrevive en la actualidad, aunque en peor estado que otras del mismo período. La capilla contiene numerosos santos de tamaño natural con su apariencia común de túnicas marrones alargadas, pelo oscuro, barbas largas, grandes ojos abiertos, cejas pobladas y sandalias. Cada uno lleva un pergamino en su mano derecha y se intercalan varios tipos de cajas de cirugía sujetadas con correas negras. Esto es lo que se reconstruye a partir de las distintas imágenes, ya que ninguno de los santos sobrevive totalmente intacto. No hay ningún ejemplo de la época que se le compare a la diversidad que presenta esta capilla. Con origen a mediados del siglo VII, se cree que los santos médicos lograron animar a la gente a dejar de buscar curas en la religión pagana y a abrazar las oraciones cristianos centradas en un santo en particular. Esto provocaba que Santa María Antigua se convirtiera en una iglesia que permitiera a la comunidad acceder y comprender fácilmente la religión y sentirse identificada con esta.
Entre los santos médicos destacan Domicio de Persia, Cosme y Damián y Nazario y Celso. Una idea extendida a principios del siglo VIII era la práctica bizantina de la "incubación" —mientras se duerme en una iglesia, se podía ver al santo o curarse de la enfermedad que se poseía—, algo que se buscó dentro de la Capilla de los Médicos, y que en general buscó romper el vínculo pagano que todavía existía en el sector donde se emplazaba Santa María Antigua, pero manteniendo la reputación como lugar de curación.

#### Imágenes de Papas
Juan VII encargó pintar en el presbiterio su imagen y la de algunos de sus antecesores en el trono papal. Representa a Martín I en estilo helenístico, con trazos sombreados, vello facial castaño y una mandíbula muy contorneada, descarnado y con un libro enjoyado. Luce un peinado eclesiástico calvo, corto y una pequeña mota de pelo alrededor de la frente. Sus ojos no miran de frente, sino hacia abajo, individualizando al espectador. Lo más notable de su imagen es que -como la de Juan VII-, viste paenula de color amarillo claro con arpillera verde, intentando dar un mensaje de solidaridad entre ambos pontífices contra los bizantinos, ya que se utiliza el arte para comunicar que la decisión bizantina de exiliar a Martín era equivocada.

### Capilla de Teodoto

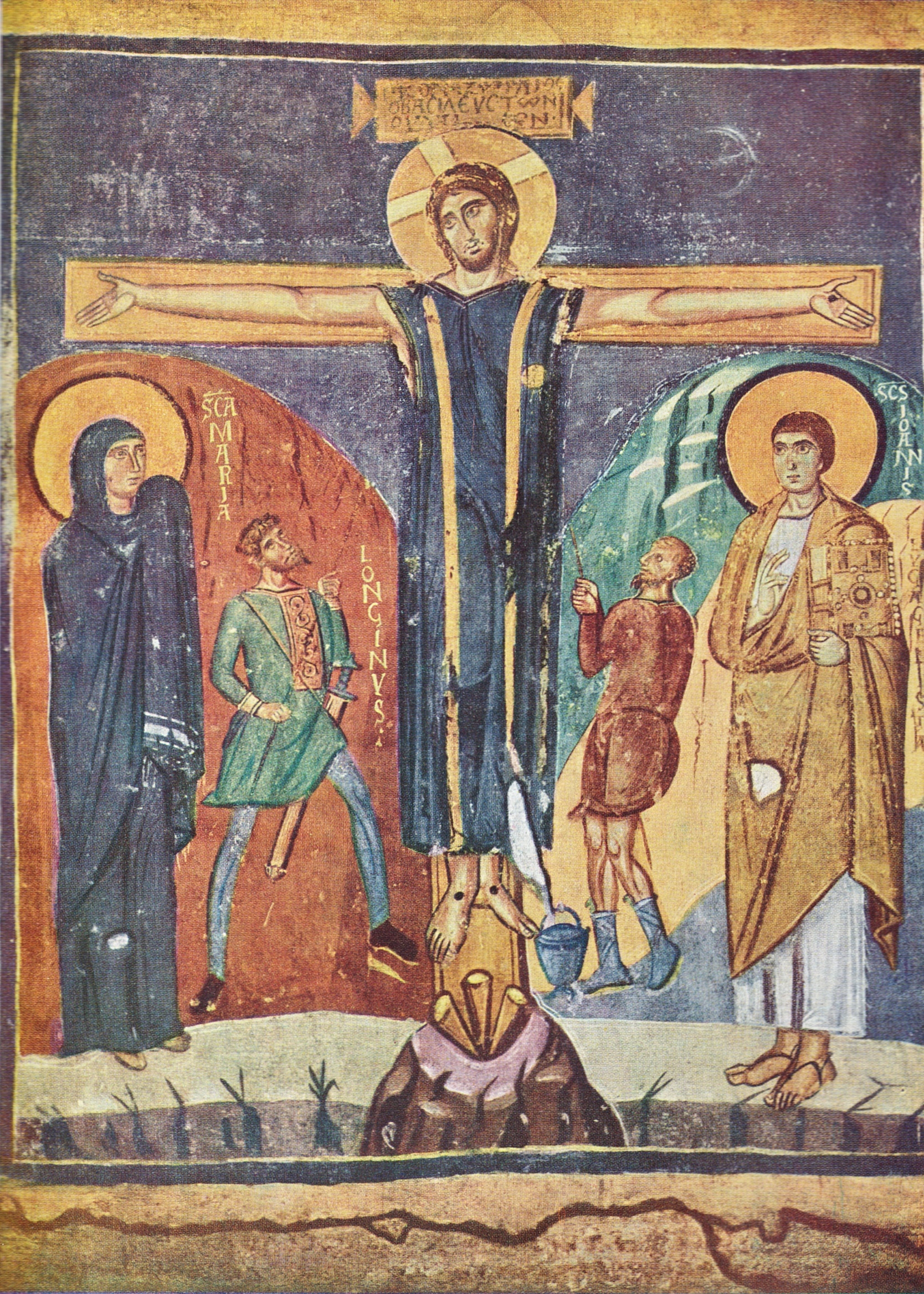
Crucifición en Santa María Antigua, capilla de Teodoto.

En el fondo, a la izquierda del presbiterio, hay una capilla que se llama de Teodoto. Toma el nombre de quien lo encargó, Teodoto, un alto funcionario de la Iglesia según resulta de la inscripción que acompaña a su retrato en la decoración pictórica de la capilla como primicerius defensor y dispensator de la diaconía de Santa María Antigua.
Aquí se pueden admirar una Crucifición y las historias de san Quirico y de santa Julita, su madre. El ciclo pictórico de la capilla se terminó en tiempos del papa Zacarías (741-752). Se trata de uno de los ciclos más legibles y completos de la iglesia y uno de los episodios más significativos de la pintura romana anterior a los carolingios.
En el fresco de la Crucifixión, Cristo está vestido y sus pies no se solapan. La representación tiene en cuenta tanto la tradición bizantina —frontalidad, la jerarquía de proporciones, simetría— como, y sobre todo, un nuevo lenguaje más accesible a la gente, evidente en ciertos detalles realistas: las estacas clavadas en la base de la cruz para apuntalarla, el suelo en el que se apoyan María y Juan y el dinamismo de los dos soldados romanos, con Longinos con la lanza del destino y el otro, con la esponja mojada de vinagre. Cristo viste colobium, una túnica sin mangas usada por los primeros monjes.
En las paredes se conserva el mortero de agarre de la decoración en opus sectile de la Antigüedad tardía y en la parte superior y sobre la bóveda, el yeso blanco con restos de decoración roja, probablemente de la época de Domiciano.

### Frescos de Paulo I

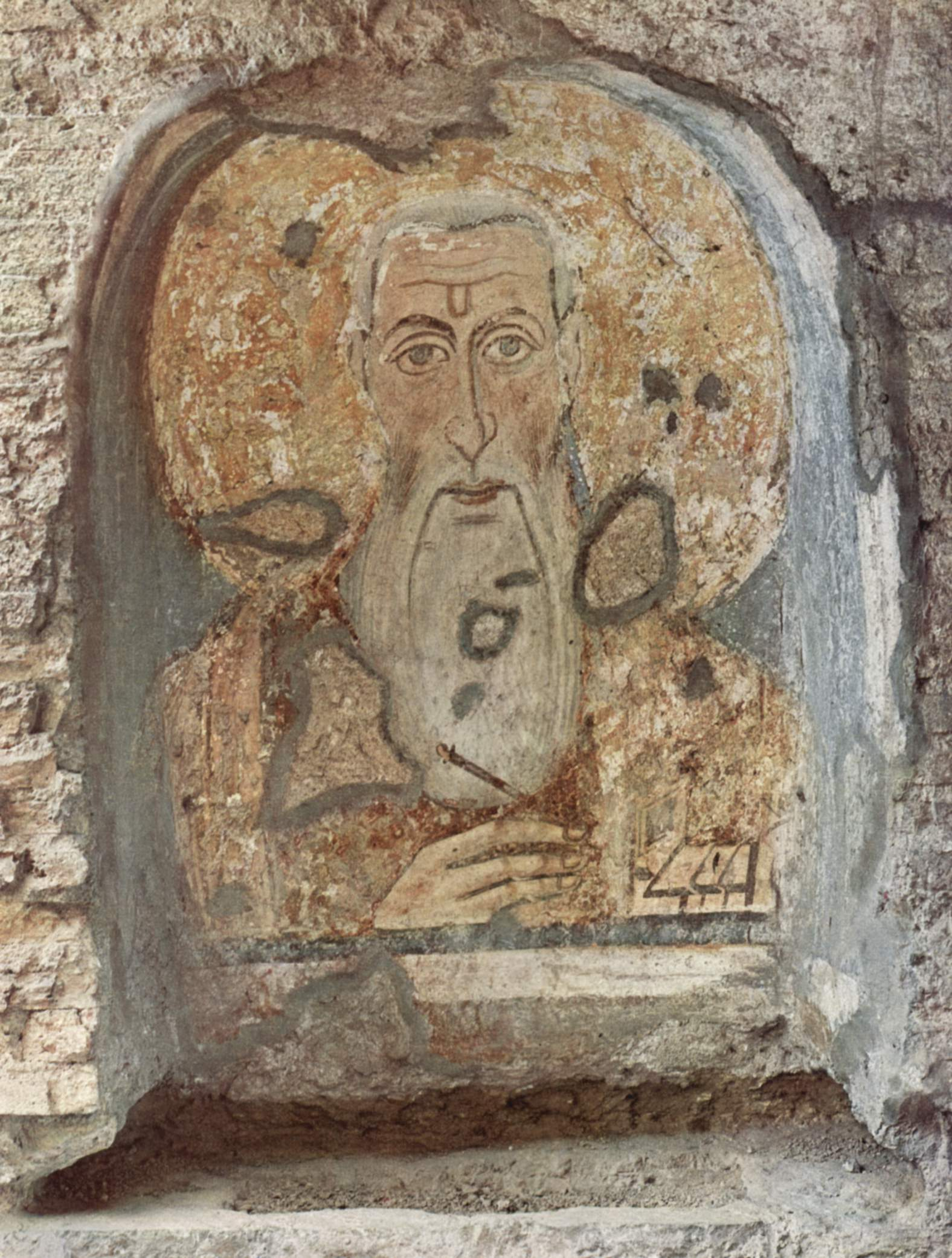
Fresco de San Ciro (Abbakyros).

La imagen de San Ciro ubicada en el atrio, fue creada durante el pontificado de Paulo I, después de que los lombardos lograsen destruir el gobierno bizantino en Italia y durante la iconoclasia en el Imperio bizantino. Esta imagen se encuentra bien conservada, mostrando pinceladas rígidas y duras en su rostro, con ojos asimétricos arqueando las cejas, frente arrugada y una barba. Los detalles más finos de sus pestañas son indistinguibles de las sombras, sin iluminación de su pelo o su barba, y una pose rígida, representa el volumen romano con su carencia de detalle. Su boca es una serie de líneas debido a la falta de sombreado y detalle; el san Ciro de Paulo I claramente carece de los detalles tan finos de los frescos precedentes. La tendencia helenística y la influencia bizantina sobre el arte parece que, para esta época, se había debilitado, y se volvía a un estilo más romano. Al simplificar el estilo, Paulo I satisfacía a aquellos de origen bizantino que quedaban en Roma, que estaban en medio de debates iconoclastas.
Con ellos se cierra la progresión de estilos en Santa María Antigua. Empezó como mosaicos paganos, volvió a un renacer clásico de estilos helenísticos con fluidez, luz, colores y movimiento, luego evolucionó hacia colores más intensos y detalles más finos, para acabar transformándose al final en algo menos detallado y rígido: casi una involución. El cambio de tendencia puede corresponderse a influencias bizantinas y a las tensiones dentro de Italia en los siglos que van del V al IX. Las dificultades para establecer las cronologías son el resultado de la pobre conservación, de los cambios en el estilo y la parcial decoración o redecoración durante cada una de las fases. Al final, lo más importante en Santa María Antigua fueron los papas influidos por Bizancio y los artistas; sin embargo, es la adaptación de los artistas de la técnica lo que sobrevive como un tributo a su habilidad. La colección de frescos de Santa María Antigua acaba siendo algo único en la Antigüedad tardía, por incluir todos los estilos, técnicas e influencias o falta de influencia, puesto que no encaja del todo con otras pinturas contemporáneas.